# Božanov
Božanov (niem. Barzdorf) – wieś w Czechach, w kraju kralovohradeckim w broumovskim regionie turystycznym cz. Broumovsko.
Miejscowość położona jest na południowy wschód od Broumova, w środkowo-północnej części Czech, przy południowej granicy polsko-czeskiej, u podnóża wschodniej części Broumovskich stěn. Przez wieś płynie Božanowský potok.
Božanov to typowa czeska górska wieś przygraniczna położona na wysokości od 400 do 450 m n.p.m. u podnóża wschodniego stromego zbocza wzniesienia Koruna w Broumovskich stěnach, która dominuje nad wsią i okolicą. Wieś ciągnie się na odcinku około 5 km i charakteryzuje się luźną zabudową budynków położonych po obu stronach wzdłuż drogi i potoku. W środkowej części wsi zabudowa zwarta o charakterze miejskim. We wsi zachowało się wiele gospodarstw typu broumovskiego o charakterze klasycystycznym z XIX wieku. Do 1945 była prawie wyłącznie zamieszkana przez Niemców.
Wieś Božanov graniczy z Radkowem, gdzie została wybudowana droga przy pomocy środków unijnych. Przeprawa tylko dla rowerów lub dla pieszych. Po stronie czeskiej zakaz poruszania się samochodami oraz motorami.

## Zabytki
- kościół pw. św. Marii Magdaleny, wzniesiony w stylu barokowym w latach 1735–1740 według projektu architekta Kiliána Ignáca Dientzenhofera; należy do Broumovskiej grupy kościołów[3].
- kilka kamiennych rzeźb sakralnych i krzyży z XVIII i XIX wieku.
- cmentarna brama gotycka z XVI wieku.
- studnia maryjna z kaplicą pielgrzymkową Marii Panny z 1890 roku.

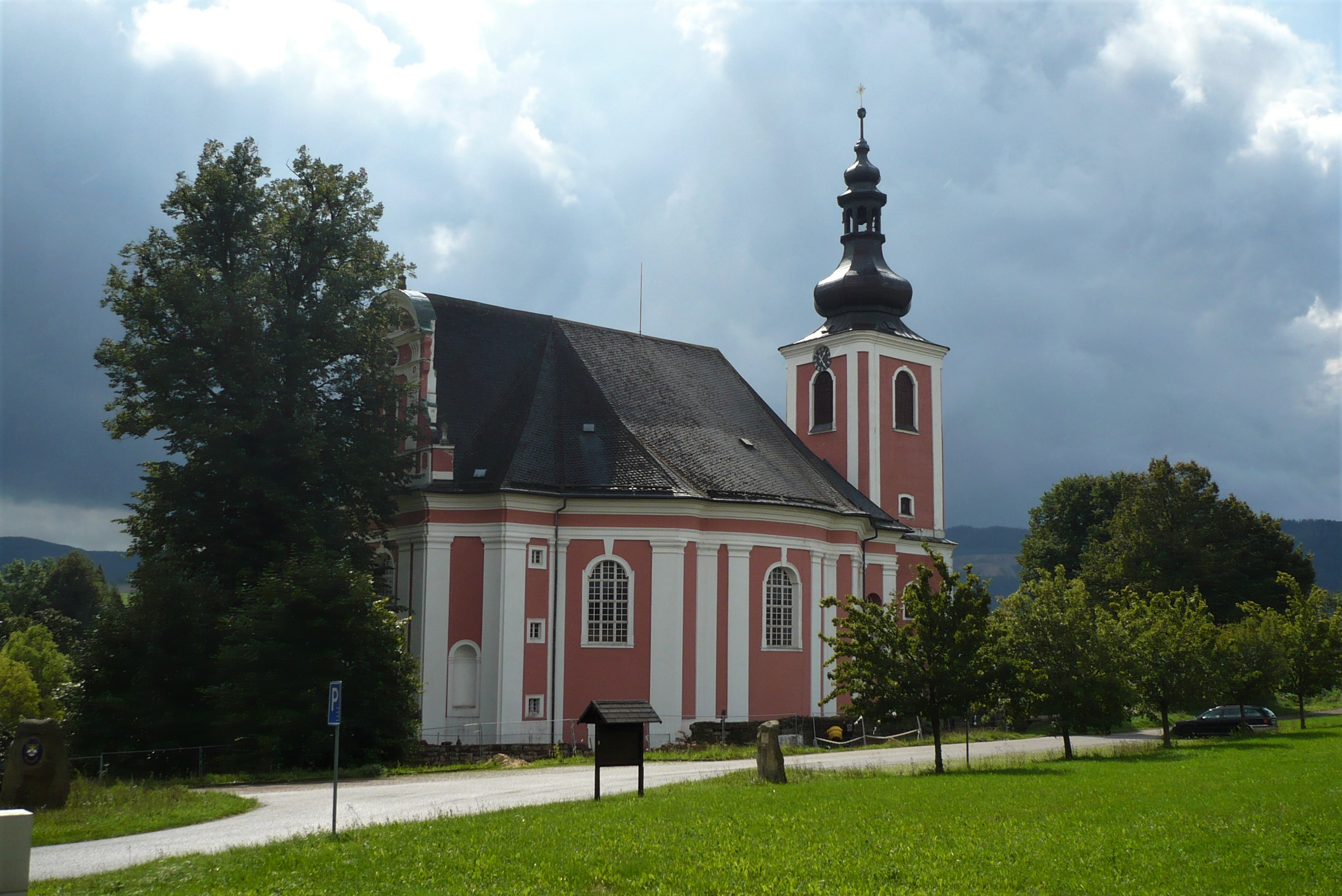
Kościół
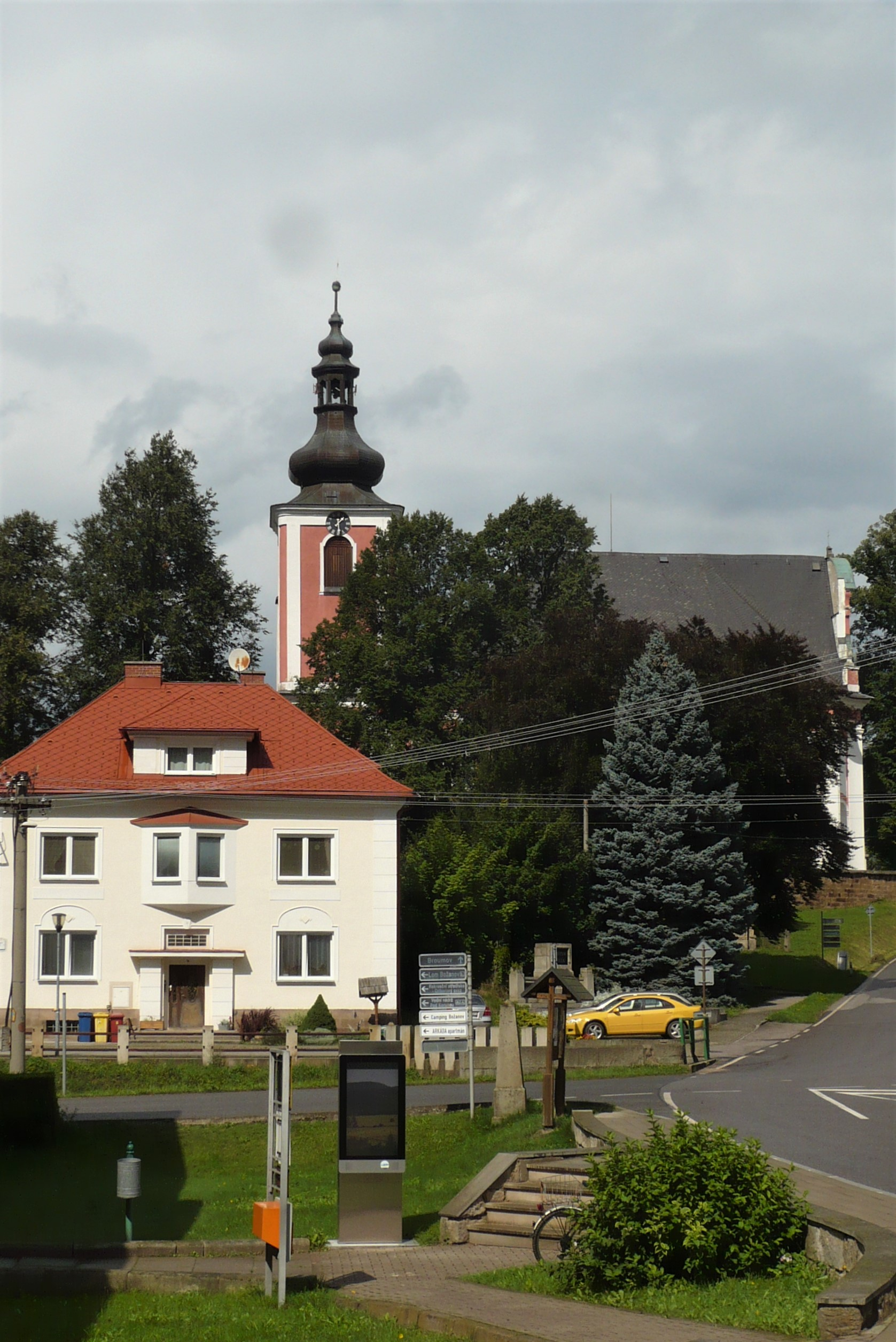
Widok
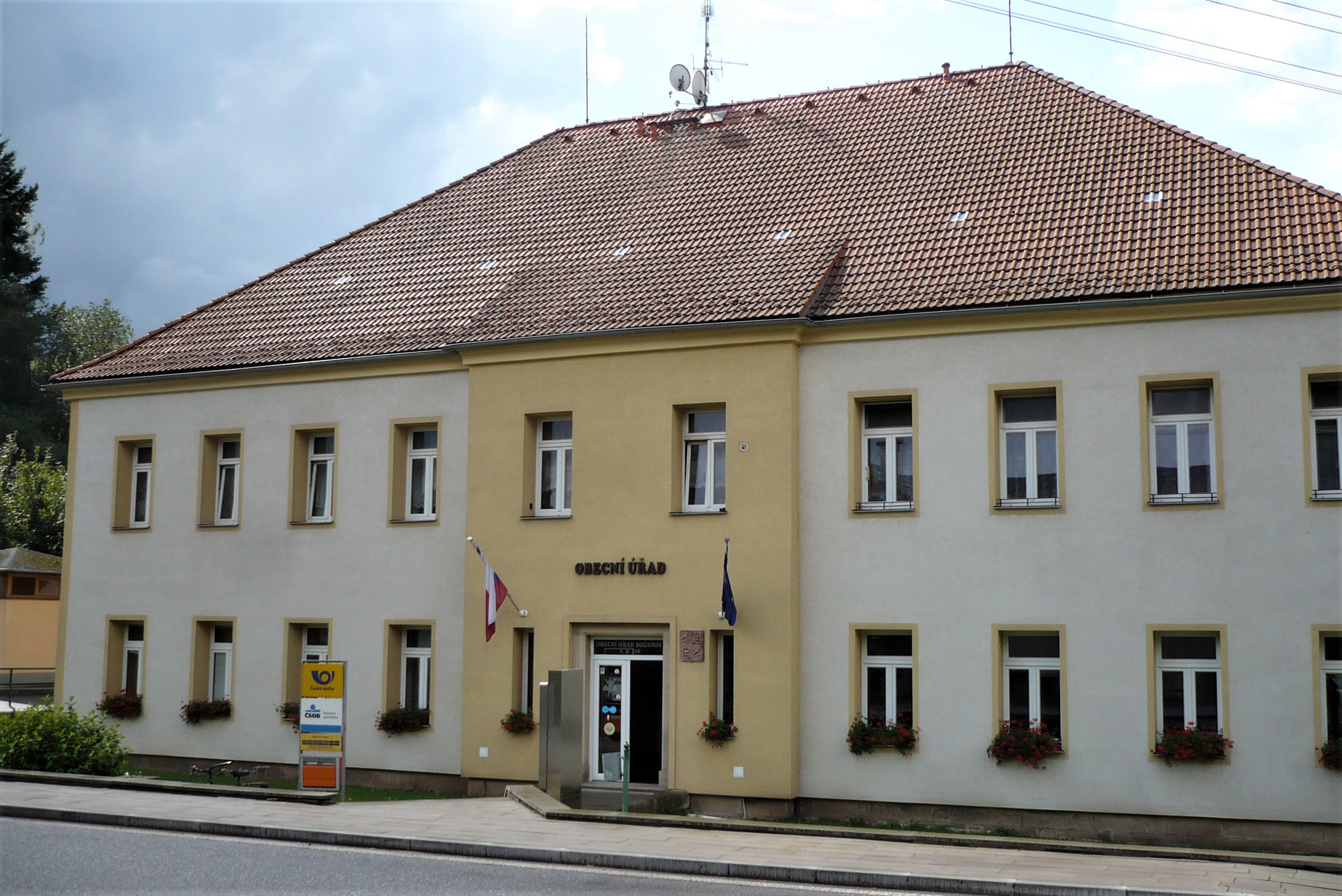
Urząd Gminy
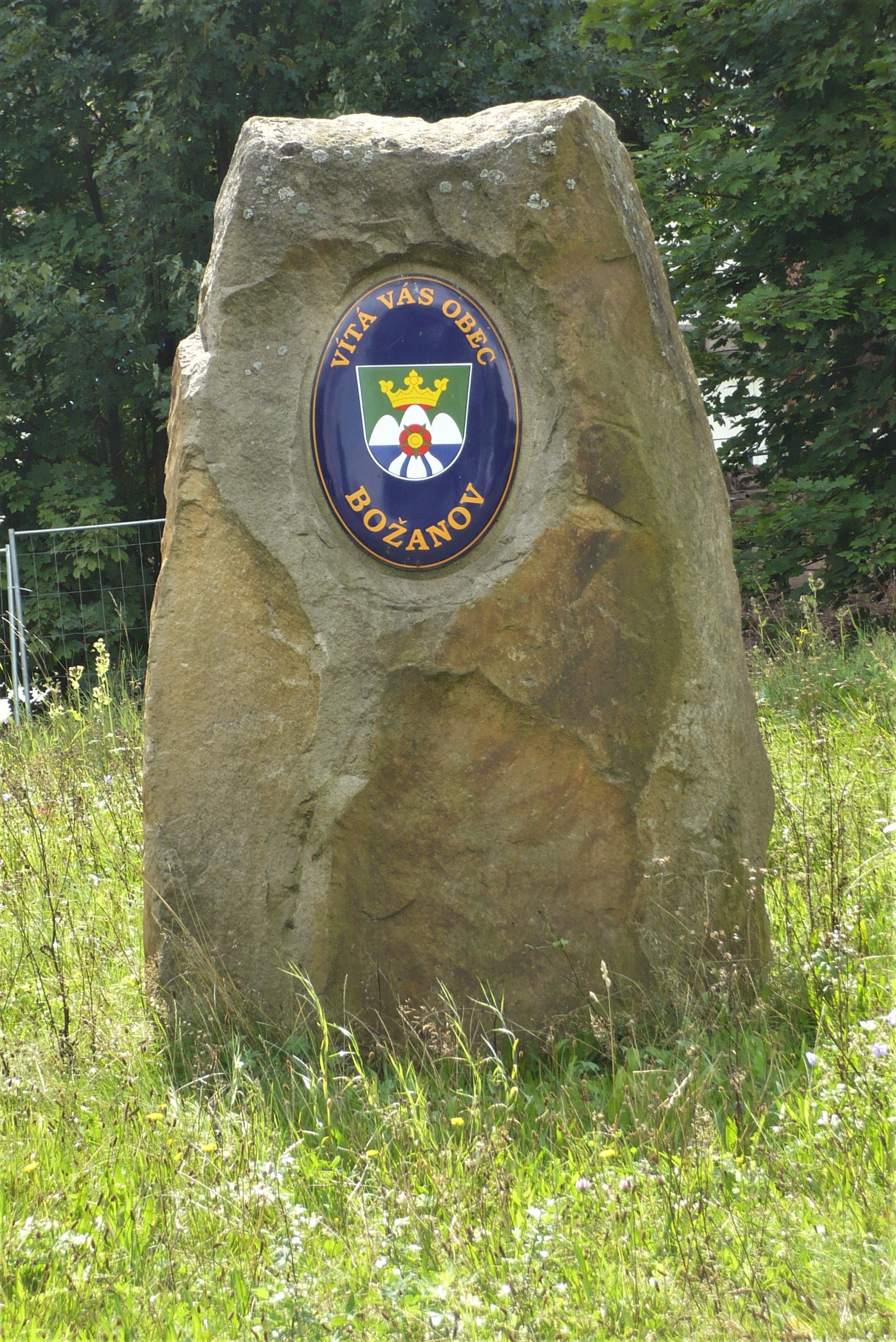
Obelisk z herbem
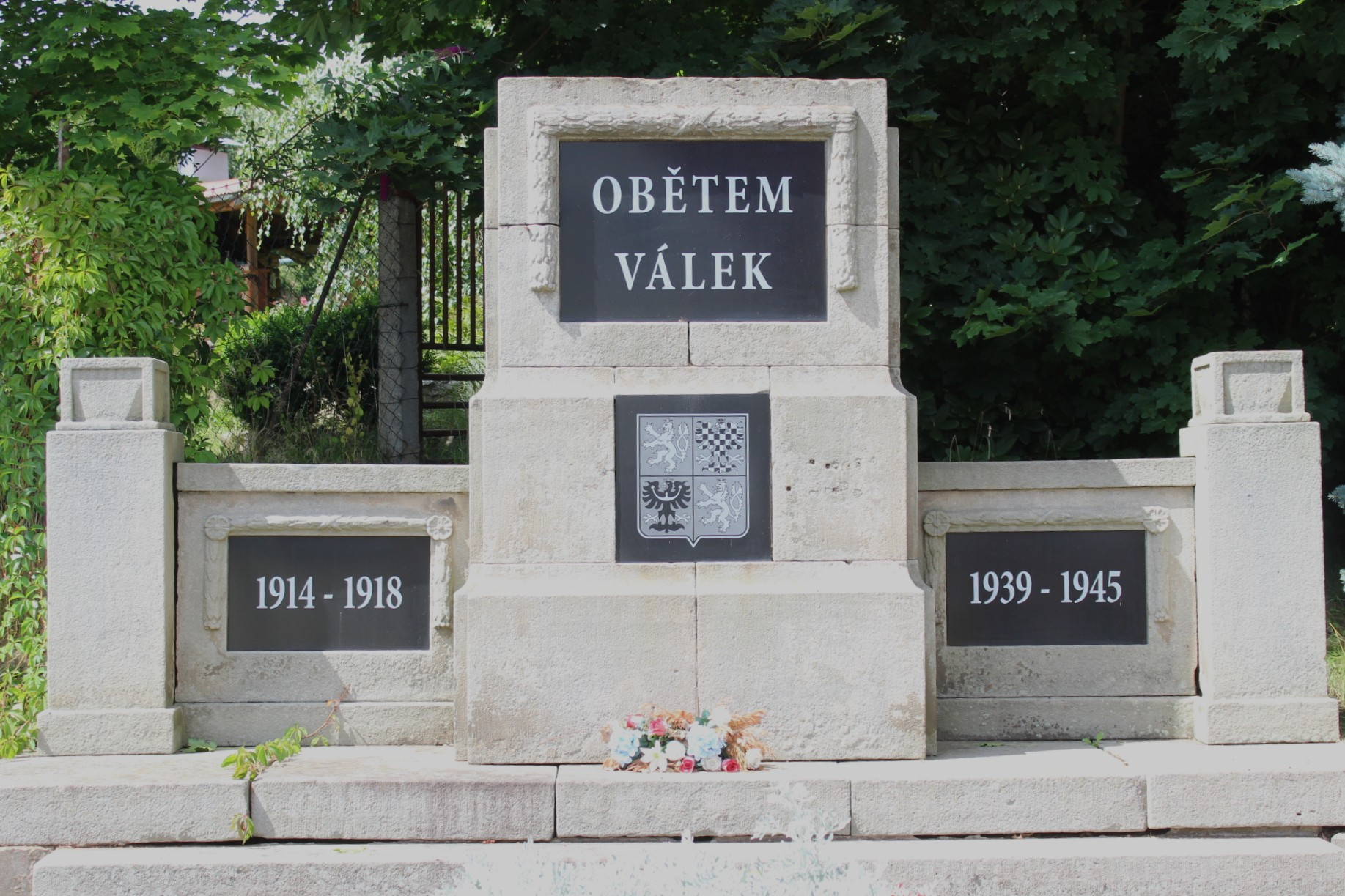
Pomnik

### Turystyka
Przez wieś przechodzi szlak turystyczny:
- niebieski – prowadzący z Otovic do Broumovskich stěn.
- Przez wieś prowadzą oznaczone trasy rowerowe: nr 4000 – szlak Broumovskich stěn, nr 4001 – szlak widokowy, nr 4002 – Góry Suche, nr 4004 – szlak kamienny.
- Wieś stanowi punkt wyjściowy wycieczek w Broumowskie Ściany i do schroniska turystycznego „Pod Koruną”.

Z centrum wsi jest 1,7 km do byłego przejścia granicznego, dalej droga przechodzi w ul. Grunwaldzką w Radkowie. Do centrum miasta jest około 4 km.